# V koalicja antyfrancuska

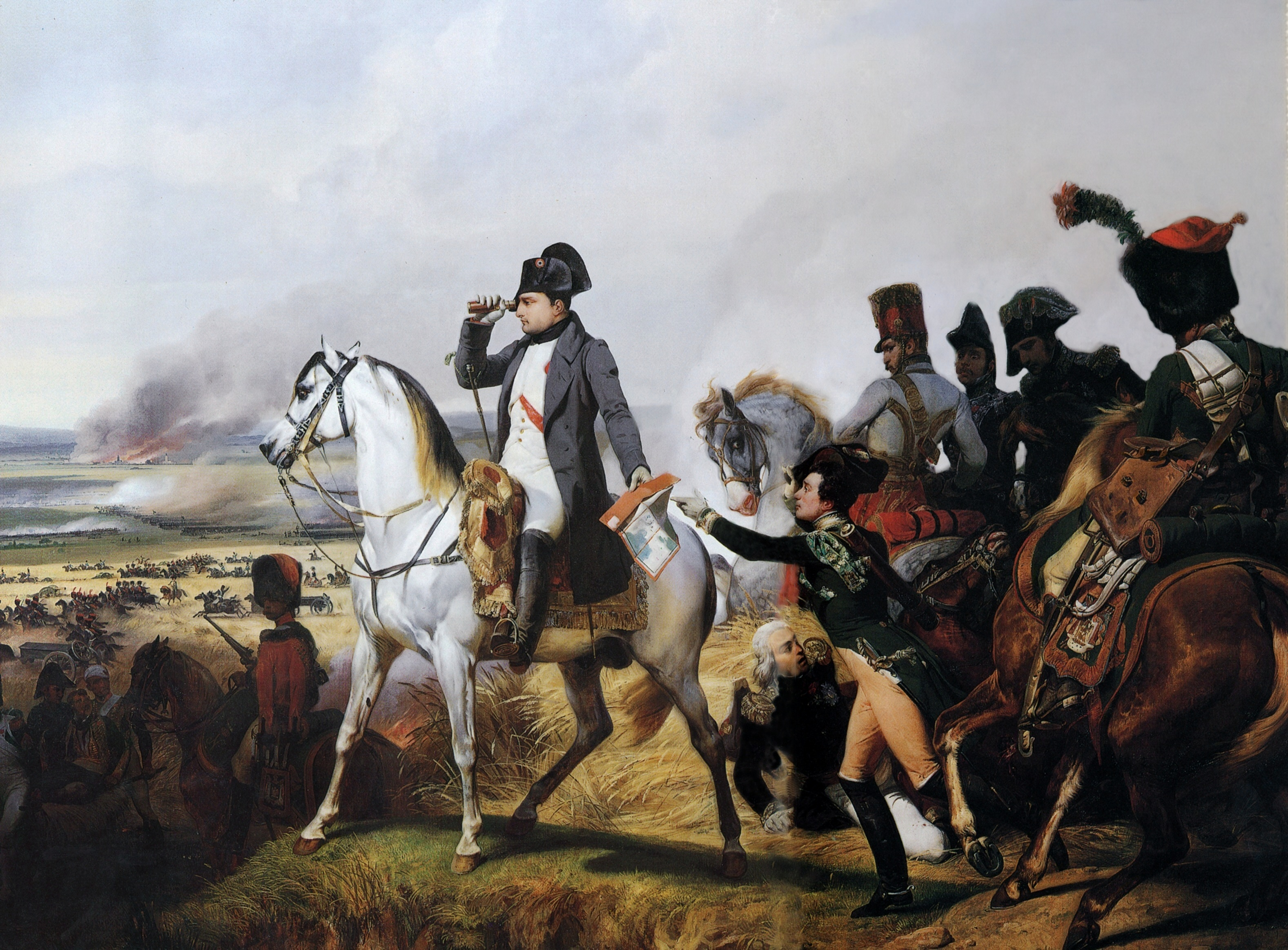
Cesarz pod Wagram

Zjednoczone Królestwo Wielkiej Brytanii i Irlandii i Cesarstwo Austriackie wykorzystały powstanie hiszpańskie do utworzenia kolejnej koalicji.
W 1809 roku Austriacy zaatakowali z trzech stron: we Włoszech, w Niemczech i w Polsce. Napoleon jednak zajął Wiedeń, a pod Wagram zadał decydującą klęskę wojskom austriackim, zmuszając Franciszka I do podpisania pokoju w Schönbrunnie. Francja uzyskała kolejne terytoria nad Morzem Adriatyckim. Rosja zaś, jako sojusznik Francji, otrzymała przejściowo okręg tarnopolski.

## Przyczyny
17 października 1807 roku 24 000 żołnierzy generała Junota przekroczyło Pireneje, by, w porozumieniu z dworem hiszpańskim, wkroczyć do Portugalii celem zaprowadzenia napoleońskiej blokady kontynentalnej. Był to pierwszy krok na drodze do 6-letniego konfliktu znanego jako Wojny napoleońskie w Hiszpanii i Portugalii, zmagań, które mocno nadwyrężyły siły Cesarstwa Francuskiego. W ciągu zimy 1807/1808 wywiad francuski coraz jawniej wywierał wpływ na wewnętrzne sprawy Hiszpanii, dążąc do wywołania waśni w rodzinie królewskiej. 16 lutego tajne działania doprowadziły do interwencji Napoleona, który zapowiedział swój osobisty udział w negocjacjach między poszczególnymi frakcjami w hiszpańskiej rodzinie panującej. Marszałek Murat wkroczył na czele 120 000 wojsk do Hiszpanii i zajął 24 marca Madryt. W kilka tygodni później wybuchło w stolicy powstanie Dos de Mayo, które błyskawicznie przekształciło się w ogólnonarodową rewolucję antyfrancuską. Lipcowa klęska niezwyciężonych dotąd wojsk francuskich w bitwie pod Bailén dodała otuchy przeciwnikom Napoleona, a samego cesarza zmusiła do osobistej interwencji. Nowa armia, pod osobistym dowództwem Napoleona przekroczyła na jesieni Ebro, zadając klęskę za klęską źle dowodzonym i źle wyekwipowanym wojskom hiszpańskim. Napoleon wkroczył do Madrytu 4 grudnia na czele 80 000 wojska, po czym rzucił swe korpusy przeciwko brytyjskiemu korpusowi generała Moore’a. Brytyjczycy zostali błyskawicznie zepchnięci na wybrzeże i - po krótkiej choć krwawej bitwie pod La Coruñą – w styczniu 1809 zmuszeni do wycofania się całkowicie z Półwyspu Iberyjskiego.

### Austria osamotniona
Upokorzona niedawnymi klęskami Austria szukała okazji do odwetu, a rozwój wypadków w Hiszpanii wyraźnie ją do tego zachęcał. Wiedeń nie mógł liczyć tym razem na pomoc Petersburga, bowiem car nie tak dawno zawarł z Napoleonem traktat pokojowy w Tylży, a ponadto Imperium zaangażowane było w wojny z Anglią (1807–1812), Szwecją i Imperium Osmańskim (1806–1812). Władca Prus Fryderyk Wilhelm III najpierw obiecał wesprzeć Austrię, ale wycofał się nim wojna się rozpoczęła. Wielka Brytania była w konflikcie z Cesarstwem Francuskim od sześciu lat bez przerwy, ale nie miała wystarczającej ilości wojsk, by móc zaangażować się na kontynencie. Sprawozdanie austriackiego ministerstwa finansów sugerowało, że w połowie roku 1809 w kasie państwowej zabraknie pieniędzy jeśli armia, sformowana na potrzeby trzeciej koalicji, nie zostanie rozwiązana. Jednakże arcyksiążę Karol Ludwik, mimo ostrzeżeń, że Austria nie jest przygotowana na kolejne starcie z Napoleonem, zdecydował, że armia zostanie pod bronią. 8 lutego jego zwolennicy odnieśli zwycięstwo: rząd cesarski, korzystając z finansowej obietnicy pomocy z Londynu, podjął tajną uchwałę o wojnie z Francją.

### Reformy austriackie
Po Austerlitz stało się jasne, że armia musi zostać zreformowana. Napoleon po Austerlitz oferował Karolowi tron Austrii, co obudziło czujność brata arcyksięcia, cesarza Franciszka II. I choć Karol uzyskał zgodę na przebudowę armii, cesarska Rada Dworu (Hofkriegsrat), wojskowe ciało doradcze, bacznie śledziła poczynania Karola jako głównodowodzącego.
W roku 1806 arcyksiążę wprowadził nowe regulaminy taktyczne. Główną innowacją była zasada „zmasowania”, polegająca na ścieśnianiu szeregów piechoty wobec ataku kawalerii. Tymczasem austriaccy dowódcy sięgali po to nowe rozwiązanie taktyczne tylko wtedy, gdy byli bezpośrednio nadzorowani przez arcyksięcia, bowiem generalnie obawiali się wszelkich nowinek. Po klęskach pod Ulm i Austerlitz wrócili do starego systemu sześciokompanijnych batalionów (zamiast wprowadzonego przez Macka w 1805 systemu czwórkompanijnego). W austriackiej piechocie brakowało kompanii woltyżerów, a oddziały kawalerii były rozpraszane między pułkami piechoty, w miejsce stosowanego przez Francuzów klina uderzeniowego.
Arcyksiążę skopiował wprawdzie napoleońską zasadę niezależności korpusów, ale generalicja obawiała się podejmować samodzielne decyzje, czekając na rozkazy na piśmie i szczegółowe plany dowództwa.
Po ostatniej wojnie Austria boleśnie odczuła stratę wielu oficerów, weteranów i żołnierzy z elitarnych jednostek. Szykując się do nowego starcia zdecydowano się więc zastosować metodę masowego poboru, tak często wykorzystywaną w przeszłości przez francuskiego przeciwnika. Jednak Napoleon dawno odstąpił od tej zasady stawiając na armię profesjonalną, na bieżąco tylko uzupełnianą nowymi zaciągami. Obecnie austriaccy rekruci, bez doświadczenia i właściwego wyszkolenia, mieli zetknąć się ze znakomicie wyszkoloną, zaprawioną w boju i dobrze wyekwipowaną francuską Grande Armée.

### Przygotowania
Karol i Rada Dworu nie byli zgodni co do strategii, jaką należy przyjąć w nadchodzącej wojnie. Karol proponował główne uderzenie z terytorium Czech, celem odizolowania sił francuskich w północnych Niemczech. Większość austriackiej armii była już tam skoncentrowana, byłoby to więc niejako oczywiste działanie. Rada Dworu sprzeciwiła się argumentując, że w tej sytuacji rzeka Dunaj rozdzieli siły Karola i jego brata, arcyksięcia Jana. Jej członkowie sugerowali, by główne uderzenie nastąpiło na południe od linii Dunaju, co zapewni lepszą łączność armii z Wiedniem. Ostatecznie plan został uzgodniony po ich myśli, ale stracono wiele bezcennego czasu. Zgodnie z tym planem utworzono dwa „czeskie” korpusy: I pod dowództwem hr. Bellegarde’a (38 000 wojska) i II (20 000) pod wodzą gen. Kollowrata, z zadaniem uderzenia od strony Masywu Czeskiego przez Powiat Cham na Ratyzbonę. Austriackie centrum i rezerwa, razem 66 000 ludzi w korpusach „Hohenzollern” (III), „Rosenburg” (IV) i „Lichtenstein” (I Rezerwowy), miało posuwać się w tym samym kierunku przez Scharding, a skrzydło lewe, składające się z V Korpusu arcyksięcia Ludwika, VI Korpusu gen. Hillera i II Korpusu Rezerwowego gen. Kienmayera (w sumie 61 000 ludzi), skierować się na Landshut celem osłony flanki atakującej armii.
Napoleon nie był do końca pewien Austriackich zamiarów. Przekazał więc jedynie z Paryża dowodzącemu w południowych Niemczech marsz. Berthierowi ostrzeżenia i zalecenia koncentracji. Według jego pierwszej koncepcji głównym teatrem operacji, tak jak w roku 1805, powinna być dolina Dunaju, zaś ewentualne próby wtargnięcia przeciwnika do północnych Włoch miałyby powstrzymać siły dowodzone przez Beauharnaisa i Marmonta. Opierając się na niedokładnych danych wywiadowczych miał wrażenie, że główne uderzenie austriackie zostanie skierowane na północ od Dunaju. 30 marca napisał do Berthiera, że ma zamiar zmasować około 140 000 wojska w okolicach Ratyzbony, ale na lewym brzegu Dunaju, dość daleko od miejsca, gdzie Austriacy postanowili uderzyć. Ta pomyłka miała spowodować, że w chwili rozpoczęcia działań armia francuska znalazła się w prawdziwym niebezpieczeństwie.

## Wojna
Wojna rzuciła zreformowaną austriacką armię przeciwko francuskiej, w której większość stanowili weterani. Główne starcia trwały od kwietnia do lipca 1809, w którym to czasie Napoleon uzyskał szybkie zwycięstwo, w stylu swych poprzednich kampanii.

### Uderzenie austriackie

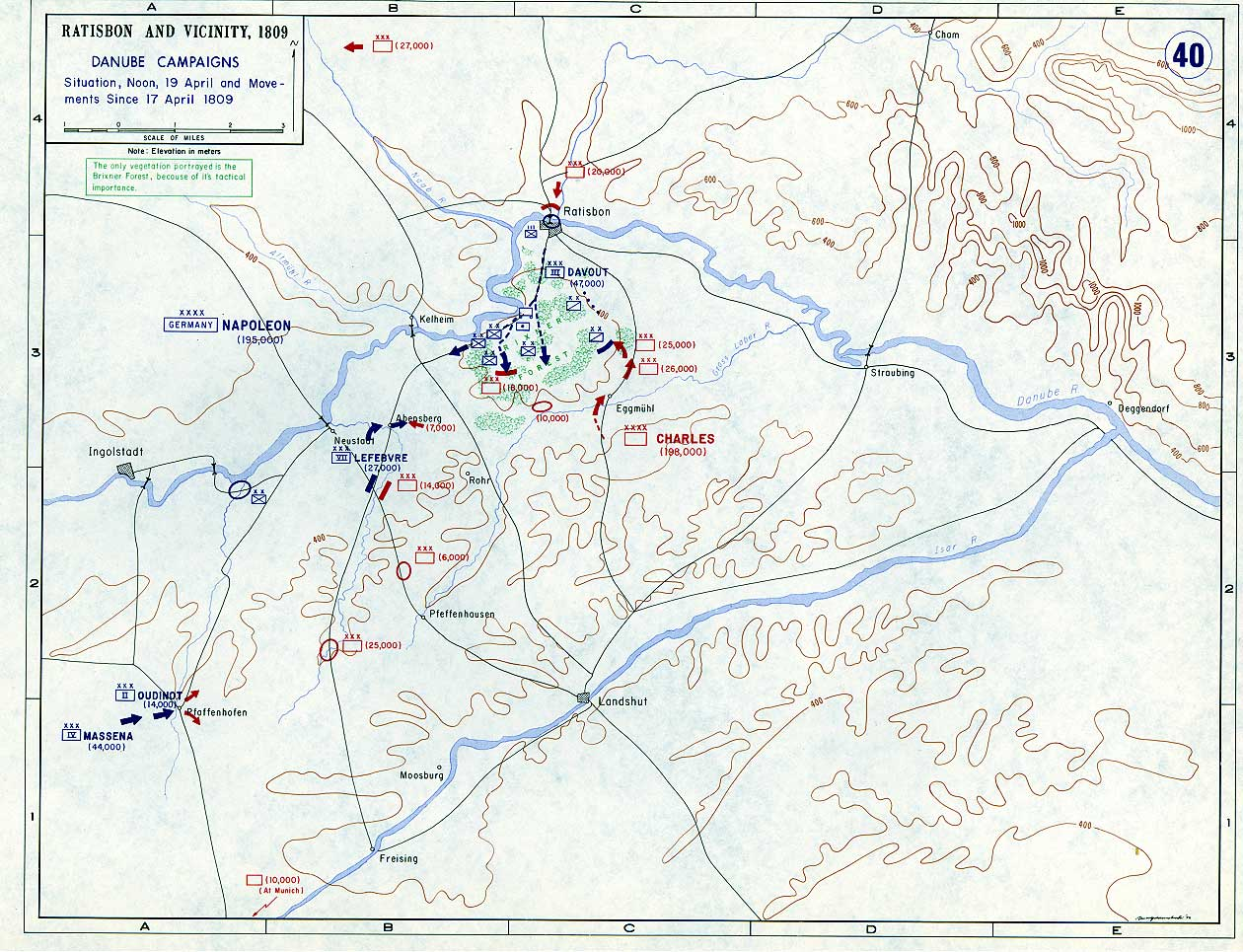
Ogólna sytuacja w dniach 17-19 kwietnia

Wczesnym rankiem 10 kwietnia czołowe oddziały armii austriackiej sforsowały rzekę Inn wkraczając do Bawarii. Fatalne drogi i marznący deszcz spowalniały postępy Austriaków w pierwszym tygodniu kampanii, ale niezbyt liczne oddziały armii bawarskiej cofały się na całej linii. Austriacki atak nastąpił na tydzień przed terminem przewidywanym przez Napoleona, a więc cały ciężar obrony spadł na barki Berthiera. Berthier dowiódł, że jest dobrym dowódcą, szczególnie w sytuacji, gdy depesze z Paryża przychodziły z opóźnieniem lub były niepoprawnie rozszyfrowywane. I chociaż Napoleon pisał do niego, że dla przyjęcia austriackiej ofensywy generałowie francuscy powinni koncentrować swe siły w okolicach Donauwörth i Augsburga, Berthier wezwał Davouta do rozmieszczenia III Korpusu wokół Ratyzbony.
Wielka Armia znalazła się w trudnej sytuacji, gdyż jej oba skrzydła rozdzielała 75-kilometrowa przerwa utrzymywana jedynie przez cienki kordon Bawarczyków. O północy 16 kwietnia Berthier pisał do Napoleona: „W obecnej sytuacji proszę Waszą Cesarską Mość o pilne przybycie dla uniknięcia nieporozumień i zorientowania się w sytuacji, która wymaga bezpośrednich instrukcji i rozkazów Waszej Cesarskiej Mości”. Tego samego dnia Austriacy przełamali obronę Bawarczyków pod Landshut, a do wieczora zabezpieczyli brody na Isarze. Napoleon przybył do Donauwörth 17 kwietnia, po błyskawicznej podróży z Paryża. Karol mógł pogratulować sobie świetnego rozpoczęcia kampanii i planował już zniszczenie - za pomocą podwójnego cęgowego uderzenia - odizolowanych korpusów Davouta i Lefebvre’a. Kiedy Napoleon zorientował się, że znaczne siły austriackie przekroczyły Isarę i maszerują w kierunku Dunaju, zażądał, by cała francuska armia sformowała w ciągu 48 godzin obronne czworoboki batalionowe poza linią rzeki Ilm; miał nadzieję, że w ten sposób ustrzeże Berthiera przed popełnieniem jakiegoś błędu i jednocześnie przeprowadzi udaną koncentrację sił. Rozkazy były nierealistyczne, bowiem Napoleon źle ocenił liczebność wojsk idących na Davouta; był przekonany, że Karol ma po tej stronie Isary tylko jeden korpus, w rzeczywistości na Ratyzbonę szło 5 korpusów liczących ponad 80 000 ludzi. Cesarz musiał zrobić coś szybko i zdecydowanie by uratować swoje skrzydło.

### Manewr landshucki

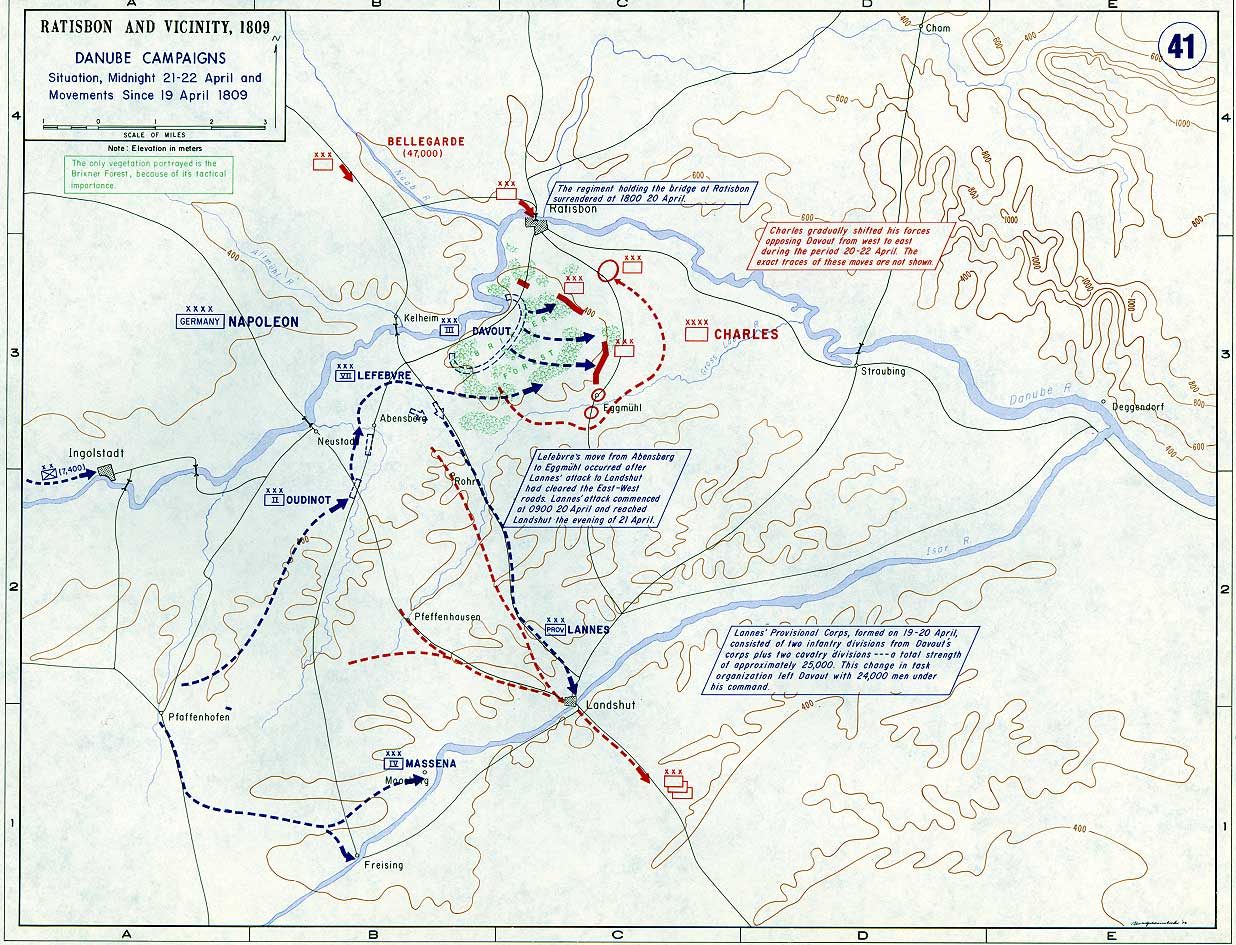
Manewr landshucki i wyparcie Austriaków z Bawarii

Davout przewidział rozwój wypadków i wycofał swój korpus z Ratyzbony, pozostawiając dla obrony miasta jedynie 2000 ludzi. Północna kolumna austriacka natknęła się wczesnym rankiem 19 kwietnia w rejonie Kelheim-Abbach na cztery kolumny francuskie maszerujące na zachód, w kierunku Neustadt. Austriacy przypuścili atak, ale był on tak wolny i nieskoordynowany, że doświadczeni żołnierze francuskiego III Korpusu odparli go z łatwością. Napoleon wiedział, że w sektorze Davouta toczą się walki, więc natychmiast dokonał zmiany planu w nadziei pokonania Austriaków: podczas gdy ci ostatni uderzali na północ korpus Massény, później wsparty przez siły Oudinota, miał ruszyć na południowy wschód, w stronę miejscowości Freising i Landshut, przełamać linie wojsk przeciwnika i odciążyć tym samym Davouta. Napoleon był przekonany, że połączone korpusy Davouta i Lefebvre’a zatrzymają Austriaków na tyle, by jego pozostałe siły mogły zmieść tyły przeciwnika.
Atak rozpoczął się na dobre, gdy austriacki V Korpus osłaniający Abensberg ustąpił Francuzom z drogi. Ale Napoleon nadal bazował na nieprawdziwych danych wywiadowczych, co miało utrudnić zwycięstwo. Marsz Masseny na Landshut trwał dłużej niż przewidywał cesarz, co pozwoliło Hillerowi uciec na drugi brzeg Isary. Most na Dunaju, który dawał łatwy dostęp do Ratyzbony i wschodniego brzegu, nie został zniszczony, a to pozwoliło Austriakom przedostać się na drugi brzeg rzeki i uniknąć całkowitego zniszczenia ich armii. Do 20 kwietnia Austriacy stracili ponad 10 000 ludzi, 30 dział, 600 jaszczy i 7000 innych pojazdów, ale wciąż byli liczącą się siłą militarną. Wieczorem Napoleon zorientował się, że w całodniowych walkach wzięły udział tylko dwa korpusy nieprzyjaciela. Karol wciąż mógł wycofać się na wschód przez miasto Straubing.
21 kwietnia cesarz otrzymał depeszę od Davouta informującą o poważnych walkach pod Teugen-Hausen. Davout utrzymał pozycję, ale nawet z przysłanymi przez Napoleona posiłkami około 36 000 Francuzów musiało odpierać 75 000 Austriaków. Kiedy cesarz ostatecznie zrozumiał, że Karol nie wycofuje się na wschód, przeformował skrzydła swojej armii do operacji, która przeszła do historii jako „Manewr Landshucki”. Wszystkie siły francuskie, z wyjątkiem 20 000 Bessieres'a, który ścigał Hillera, zostały rzucone na Eckmühl w kolejnej próbie pokonania przeciwnika i odciążenia otoczonych ludzi Davouta. 22 kwietnia Karol zostawił 40 000 wojska pod dowództwem Rosenburga i Hohenzollerna celem atakowania Davouta i Lefebvre’a, podczas gdy dwa korpusy Kollowrata i Lichtensteina miały ruszyć na Abbach i obsadzić brzeg rzeki. Jednak o godz. 13.30 dał się słyszeć odgłos dział z południa - to Napoleon nadciągał. Davout natychmiast wydał rozkaz do ataku na całej linii mimo przewagi przeciwnika; 10. lekki pułk piechoty zdobył wioskę Leuchling i zajął las pod Unter-Leuchling, a napoleońskie posiłki błyskawicznie pokonały austriackie lewe skrzydło. Bitwa pod Eckmühl zakończyła się zdecydowanym zwycięstwem Francuzów, a Karol musiał wycofać się na drugi brzeg Dunaju. Napoleon rzucił teraz Massenę w celu przechwycenia miejscowości Straubing na wschodzie, podczas gdy reszta armii ścigała główne siły Austriaków. Francuzi wygrali bitwę o Ratyzbonę po heroicznej szarży prowadzonej przez marszałka Lannesa, ale większość armii austriackiej zdołała ujść do Czech. Teraz cesarz zwrócił się w stronę Wiednia, staczając szereg bitew z siłami Hillera (np. Bitwa pod Ebersbergiem w dniu 3 maja). W dziesięć dni później stolica Austrii, po raz drugi w ciągu czterech lat, wpadła w ręce Napoleona.

### Aspern-Essling

Odwrót Napoleona na Wyspę Lobau, mal. C.Meynier

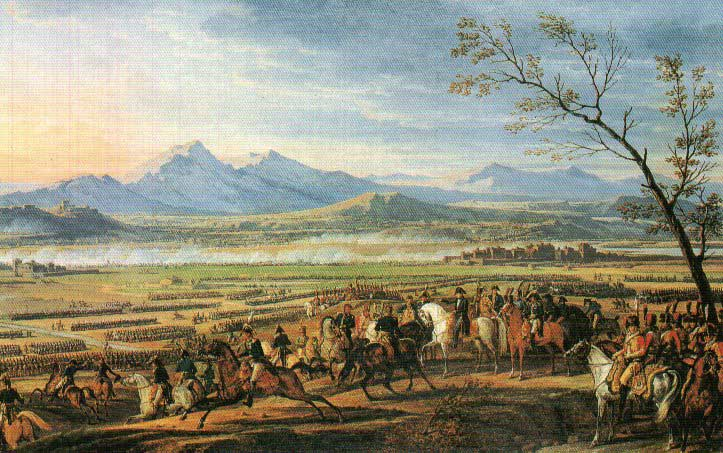
Bitwa pod Wagram, mal. E.Adam

W dniach 16-17 maja główne siły austriackie pod wodzą arcyksięcia Karola pojawiły się na Marchfeld, otwartej przestrzeni na północny wschód od Wiednia, służącej zwykle armii cesarskiej za poligon. Karol zatrzymał główną część swych sił kilka kilometrów od brzegów Dunaju w nadziei skoncentrowania ich naprzeciw miejsca, które Napoleon uzna za dogodne do forsowania. 20 maja Karol uzyskał informację od swych obserwatorów na wzgórzu Bissam, że Francuzi budują most pod Kaiser-Ebersdorf, na południowo-zachodnim krańcy wyspy Lobau, co wyprowadzało ich wprost na Marchfeld. Rano następnego dnia arcyksiążę wiedział już, że Napoleon przerzucił na wyspę Lobau 98 000 wojska z 292 działami, łącznie w pięciu kolumnach marszowych. Teraz Francuzi zaczęli umacniać swój przyczółek na Marchfeld: opierał się on o wioskę Aspern na zachodzie i Essling na wschodzie. Napoleon nie spodziewał się tu oporu, więc mosty łączące przyczółek z Lobau nie zostały zabezpieczone palisadami, co uczyniło je łatwym celem dla austriackich branderów.
Bitwa pod Aspern rozpoczęła się o 14.30 21 maja. Pierwsze, źle skoordynowane ataki Austriaków na Aspern i zalesiony obszar gminy Au załamały się, ale Karol nie ustępował. W końcu Austriakom udało się zdobyć wioskę, ale zaraz ponownie utracili jej wschodnią część. Do godziny 18 Austriacy nie atakowali Essling, ponieważ wyznaczone do tego kolumny miały długą drogę do przebycia. Do wieczora Francuzi odparli wszystkie ataki na Essling. Ponowny bój rozpoczął się 22 maja o 3 nad ranem i po czterech godzinach Francuzi zajęli Aspern ponownie. Napoleon miał teraz 71 000 ludzi i 152 działa po drugiej stronie rzeki, ale na Marchfeld Francuzów było wciąż niebezpiecznie mało. Teraz Napoleon przypuścił zmasowany atak na austriackie centrum, co miało dać czas III Korpusowi na sforsowanie rzeki i uderzyć dla zapewnienia pełnego zwycięstwa. Lannes ruszył naprzód na czele trzech dywizji piechoty spychając przeciwnika półtora kilometra w tył, nim wreszcie Austriacy, poderwani do boju przez samego arcyksięcia, zdołali zmusić Francuzów do odwrotu. O godz. 9 francuski most został zerwany. W godzinę później Karol przypuścił frontalny atak na przyczółek i ostatecznie odebrał Aspern, ale obrońcy Essling nie dali się jeszcze. Po kilku następnych godzinach Austriacy uderzyli ponownie zajmując całą wioskę oprócz uparcie bronionego spichrza. Napoleon w odpowiedzi rzucił część Gwardii Cesarskiej pod wodzą Rappa, który z nieznanych przyczyn nie wykonał napoleońskiego rozkazu wzięcia Essling i wyparcia sił austriackich. Tymczasem Karol rozpoczął ciężki ostrzał pozycji francuskich, co kosztowało śmierć wielu żołnierzy, a wśród nich marszałka Lannesa. Wkrótce potem walki ustały, a Francuzi wycofali się na Lobau. Arcyksiążę Karol zadał Napoleonowi pierwszą klęskę w karierze cesarza.

### Wagram
Po przegranej pod Aspern Napoleon spędził ponad sześć tygodni planując i przygotowując następną operację, nim w końcu podjął próbę forsowania Dunaju. Francuzi zgromadzili więcej wojska, więcej dział i podjęli lepsze kroki zabezpieczające, by mieć pewność, że kolejne forsowanie rzeki się powiedzie. Od 30 czerwca do pierwszych dni lipca Francuska armia przekraczała Dunaj w sile nie mniejszej niż 188 000 ludzi i posuwając się przez Marchfeld w stronę Austriaków. W pierwszej chwili opór stawiły jedynie wysunięte dywizje Nordmanna i Klenaua; główne siły armii Habsburgów rozlokowane było 8 km dalej, wokół wioski Wagram. Szczęśliwie sforsowawszy rzekę Napoleon nakazał atak na całej linii, by umiemożliwić Austriakom ucieczkę pod osłoną nocy. Gwałtowne uderzenie 57. pułku piechoty i elitarnego 10. pułku piechoty lekkiej na wioskę Baumersdorf mogło dać Francuzom niemal natychmiastowe zwycięstwo, ale Austriacy zdołali się utrzymać, a nawet kontratakować, zmuszając oba pułki do odstąpienia. Nie powiodły się zupełnie ataki formacji Eugeniusza i Macdonalda. Siły Bernadotte'a atakowały z podobnym rezultatem, a na prawym skrzydle Davout zaprzestał walki ze względu na ciemności nocy. Pierwszy dzień zakończył się dla Francuzów opanowaniem Marchfeld, ale bitwa daleka jeszcze była od rozstrzygnięcia.
Na 6 lipca Karol zaplanował oskrzydlenie sił francuskich, w którym to celu skierował wojska dowodzone przez swego brata, arcyksięcia Jana, do obejścia pola bitwy głębokim łukiem od wschodu. Był to plan niemal identyczny jak Napoleona, który zamierzał oskrzydlić austriackie lewe skrzydło siłami III Korpusu Davouta, podczas gdy reszta armii miała spychać centrum przeciwnika. Tymczasem w ciągu nocy doszło do nieprzewidzianych wypadków. Bernadotte - usprawiedliwiając swój czyn ciężkim ostrzałem artyleryjskim - samowolnie opuścił kluczową dla centrum francuskiej pozycji wioskę Aderklaa, co mocno osłabiło armię tuż przed rozstrzygającym starciem. Rozwścieczony Napoleon rzucił dwie dywizje Masseny z osłoną kawalerii by odebrały tę wioskę. Po trudnych bojach na początku, Massena posłał w bój rezerwową dywizję Molitora, która pomogła wreszcie odzyskać Aderklaa. By zyskać czas na przygotowanie uderzenia przez Davouta, Napoleon rzucił 4000 kirasjerów pod dowództwem Nansouty’ego przeciw liniom austriackim, ale była to tylko demonstracja siły. Teraz Napoleon kazał sformować wielką, liczącą 112 dział, baterię w centrum, której ogień zaczął masakrować austriacką piechotę.
Pod osłoną tego ognia - gdy ludzie Davouta podążali poza austriackie lewe skrzydło - trzy dywizje MacDonalda uformowane zostały w wielki czworobok, który ruszył w kierunku austriackiego centrum. Czworobok przełamał linie przeciwnika, a reszty dokonała kawaleria. W końcowej fazie natarcia dużą rolę odegrali polscy Szwoleżerowie Gwardii, atakując austriackich ułanów, pochodzących w większości z ziem zabranych Polsce. Szwoleżerowie odebrali ułanom ich lance i tak dobrze radzili sobie z nimi w dalszym ciągu bitwy, że po Wagram cesarz przydzielił im lance na stałe i zmienił nazwę formacji na szwoleżerów-lansjerów.
Gdy Karol pojął wreszcie, że bitwa jest przegrana, cała jego armia była w panicznym odwrocie w kierunku granicy czeskiej. Arcyksiążę Jan przybył na pole bitwy około godz. 16 tylko po to, by również nakazać swym ludziom pospieszny odwrót na wschód.
Francuzi ruszyli w pościg po dwóch dniach odpoczynku. Dopadli Austriaków pod Znaim w połowie lipca. Karol został zmuszony do podpisania zawieszenia broni i zaprzestania oporu.

### Na innych teatrach działań

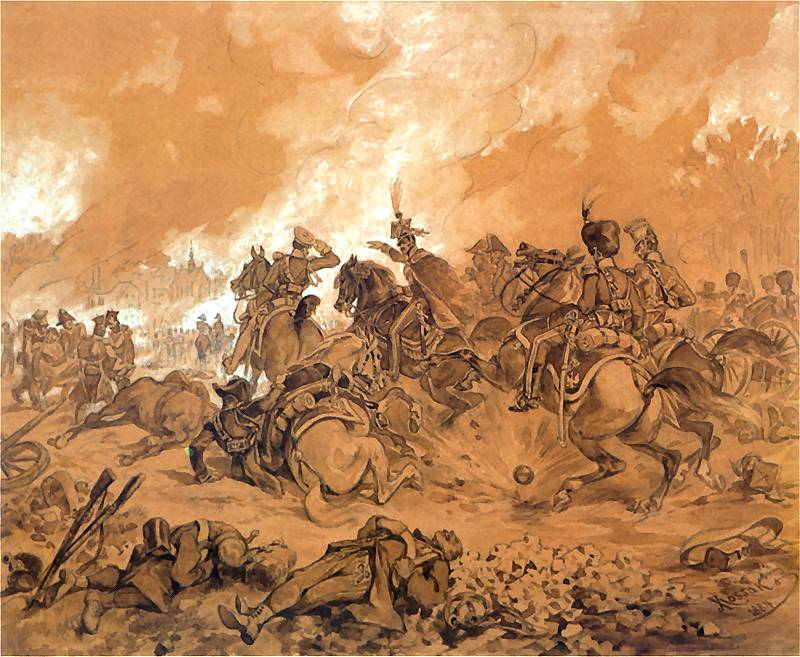
Poniatowski pod Raszynem, mal. J. Kossak

We Włoszech arcyksiążę Jan podjął działania przeciwko Eugeniuszowi de Beauharnais. Austriacy odparli kilka francuskich uderzeń podczas bitwy pod Sacile w kwietniu, zmuszając Eugeniusza do odwrotu do Werony i na linię rzeki Adygi, ale wkrótce Eugeniusz przegrupował swe siły i w krótkiej kampanii wyparł Austriaków z północnych Włoch. Przed bitwą pod Wagram Eugeniusz dołączył do głównych sił Napoleona. W Dalmacji Marmont, pod formalnym dowództwem Eugeniusza, walczył z generałem Stoichewichem. Marmont przypuścił 30 kwietnia atak w górach. Podobnie jak Eugeniusz pokonał przeciwnika i dołączył do Napoleona pod Wagram.
W Księstwie Warszawskim książę Poniatowski powstrzymał Austriaków 19 kwietnia w bitwie pod Raszynem, pozwalając im zająć Warszawę, ale nie dając sforsować linii Wisły. Następnie - wykorzystując fakt, że siły austriackie posunęły się daleko na północ, zaatakował ich garnizony w Galicji i odebrał większość okupowanego polskiego terytorium. Armia rosyjska, działając jako „sojusznik” Francji, zagarnęła dla siebie większość Galicji Wschodniej z Tarnopolem i Lwowem.
W Tyrolu Andreas Hofer rozpoczął powstanie przeciwko Francuzom, ale po Wagram powstanie upadło. Hofer został rozstrzelany w roku 1810.
W Saksonii połączone siły austriackie i brunszwickie pod dowództwem generała Kienmayer pokonały korpus Junota w bitwie pod Gefrees. Po zdobyciu Drezna i wyparciu armii brata Napoleona, Hieronima, Austriacy praktycznie zajęli całą Saksonię, ale było to już po bitwie pod Wagram i po układzie rozjemczym w Znaim.
W Holandii Brytyjczycy podjęli całkowicie nieudaną ekspedycję na Walcheren. Siły brytyjskie, liczące ponad 39 000 ludzi, a więc większe od tych zaangażowanych w Portugalii wylądowały na wyspie Walcheren 30 lipca, czyli wtedy, gdy Austriacy przegrali już swoją wojnę. Cała kampania sprowadziła się do niewielu starć, natomiast straty, spowodowane głównie chorobami, wyniosły ponad 4000 Brytyjczyków; reszta wycofała się w grudniu 1809 roku.

## Rezultaty

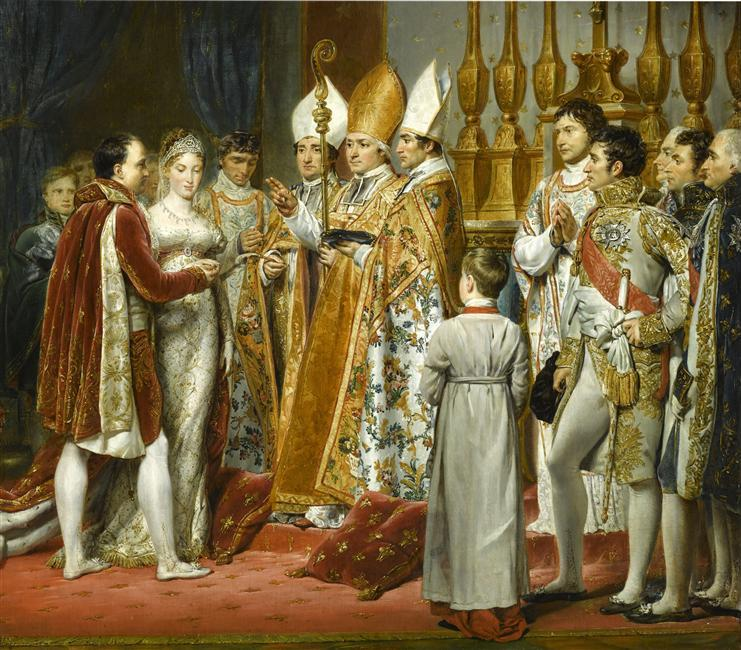
Ślub Marii Ludwiki z Napoleonem

Po podpisaniu 14 października 1809 roku traktatu w Schönbrunnie Francja otrzymała Karyntię i Karniolę oraz porty adriatyckie, Nowa Galicja (zachodnia) przypadła Księstwu Warszawskiemu, a rejon Salzburga w Tyrolu dostał się Bawarii. Austria straciła terytoria zamieszkane przez około 20% swojej populacji sprzed wojny. Ponadto cesarz Franciszek zobowiązał się do wypłacenia reparacji w wysokości 85 milionów franków, uznania tytułu napoleońskiego brata Józefa do tronu Hiszpanii i wprowadzenia zakazu obrotu towarami brytyjskimi na wszystkich podległych terytoriach. Austriacka armia nie miała liczyć więcej niż 150 000 żołnierzy. Zabezpieczeniem warunków pokojowych miało być małżeństwo Napoleona z córką cesarza Franciszka, Marią Ludwiką, jednak Habsburgowie do powiązań rodzinnych przywiązywali mniejszą wagę, niż się Napoleonowi zdawało.
Wpływy konfliktu na sytuację międzynarodową nie były najszczęśliwsze dla Francji. Rewolty w Tyrolu i Westfalii były widomą oznaką rosnącego w społeczeństwie niemieckim niezadowolenia z francuskich rządów. Zaledwie kilka dni po zawarciu pokoju w Schönbrunnie 18-letni Niemiec nazwiskiem Stapps podbiegł do Napoleona podczas przeglądu wojsk z zamiarem zasztyletowania cesarza; w ostatniej chwili powstrzymał go generał Rapp. Wśród Niemców rodził się nacjonalizm i w roku 1813, kiedy zawiązała się VI koalicja antyfrancuska z zadaniem odebrania Francuzom kontroli nad Europą Środkową, społeczeństwo Niemiec zdecydowanie wspierało wojska koalicji.
Wojna na dodatek zachwiała przekonaniem o francuskiej supremacji militarnej, a także wizerunkiem samego Napoleona. Bitwa pod Aspern była pierwszą przegraną w karierze Napoleona, co wywołało istny entuzjazm w Anglii. Austriacy dowiedli, że strategiczny geniusz i taktyczne zdolności nie są na stałe przypisane Francuzom. W szeregach Grande Armée coraz więcej było świeżych rekrutów, a coraz mniej weteranów spod Austerlitz i Jeny, co nie wpływało dobrze na taktyczną giętkość oddziałów. Na koniec wreszcie armia Napoleona zawierała coraz więcej komponentów nie-francuskich, coraz częściej skorych do zdrady, co z pewnością nie wpływało dodatnio na morale wojska. Chociaż Napoleon pozostał geniuszem manewru, nowe, coraz większe armie i coraz trudniejsze wojny, przerastały nawet jego, o czym miał się boleśnie przekonać w roku 1812 w Rosji.